# Aerotrópole

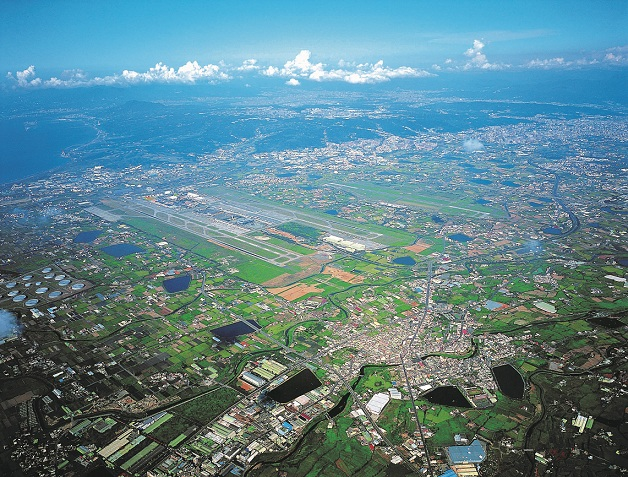
Taoyuan Aerotropolis é um exemplo de um grande desenvolvimento de planejamento urbano no Aeroporto Internacional de Taiwan Taoyuan na cidade de Taoyuan, Taiwan.

Uma aerotrópole é uma sub-região metropolitana onde o esboço, a infraestrutura e a economia estão centrados em um aeroporto que serve como núcleo comercial multimodal da "cidade aeroportuária". É semelhante na forma de uma metrópole tradicional, que contém um núcleo comercial e financeiro central da cidade e comutadores ligados a subúrbios.